# Omya
Omya AG, till 2000 Plüss-Staufer AG, är ett schweiziskt industriföretag med säte i Oftringen, som tillverkar produkter av kalk, huvudsakligen fyllnadsmedel och pigment från kalciumkarbonat och dolomit, samt specialkemikalier.
Omyas kunder finns framför allt inom pappers- och kartongindustrin, samt tillverkare av byggnadsmaterial, färger, lim, kosmetika, läkemedel och jordbruksprodukter. 
Omya har omkring 8 000 anställda. I Finland finns en fabriksanläggning i Förby i Salo kommun, som tillverkar pigment för framför allt pappersindustrin, samt i Kemi, Imatra och Villmanstrand. I Sverige finns bland annat inom dotterbolaget Björka Mineral AB mineralutvinning och tillverkning i Björka täkt i Glanshammar, Fanthyttan i Storå, Sala och Persberg (Gåsgruvan Kalcit).

## Historik
Omya grundades 1884 av Gottfried Plüss (1862–1943) som en kittfabrik i Oftringen i kantonen Aargau. Senare utvidgades tillverkningen med linolja. År 1891 införskaffades ett stenbrott i Châlons-sur-Marne i Frankrike och 1895 ett i Omey i Frankrike.
År 1912 öppnade Plüss-Staufer en fabrik i Strassburg, som då tillhörde Tyskland. År 1946 expanderade företaget till USA och 1975 till Australien och Österrike.